# Brunellia hiltyana
Brunellia hiltyana är en tvåhjärtbladig växtart som beskrevs av J. Cuatrec.. Brunellia hiltyana ingår i släktet Brunellia och familjen Brunelliaceae. Inga underarter finns listade i Catalogue of Life.